# Udo Veltkamp
Udo Veltkamp (* 18. Mai 1910 in Altenberge; † 6. Juli 1988 in Diepholz) war ein deutscher Verwaltungsbeamter zur Zeit des Nationalsozialismus und in der Folgezeit.

## Leben
Der Sohn eines Tierarztes schloss 1929 das Gymnasium in Moers ab. Anschließend studierte er Rechtswissenschaften an den Universitäten Wien, Freiburg, München und Köln. Er schloss das Studium mit der Promotion ab.
Er war seit Anfang Dezember 1928 Mitglied der NSDAP und der SA.
Nach der Referendarszeit war er zunächst Regierungsassessor in mehreren Landratsämtern. Er wurde dann zur Dienstleistung im Reichssicherheitshauptamt beurlaubt. Im Jahr 1938 wurde er Dezernent bei der Regierung in Hannover und wurde 1939 zum Regierungsrat ernannt. Zeitweise war er im Reichswirtschaftsministerium tätig, ehe Veltkamp 1940 mit der Verwaltung des Landratsamtes Diepholz beauftragt und kurz darauf zum Landrat des Landkreises Grafschaft Diepholz ernannt wurde.
Daneben übte er Funktionen in der NSDAP aus. Er war seit 1940 Gaustellenleiter und von bis 1943 Vorsitzender des NSDAP-Kreisgerichts in Diepholz. Zeitgleich leitete er den örtlichen DRK-Kreisverband.
Von 1941 und 1945 war er offiziell als Landrat in Arnsberg tätig. Allerdings leistete er ab 1944 Wehrdienst und geriet kurze Zeit später in französische Kriegsgefangenschaft, aus der er erst 1947 entlassen wurde.
Trotz seiner frühen Mitgliedschaft in der NSDAP und politischen Tätigkeit wurde er im Entnazifizierungsverfahren in die Kategorie V (Entlastet) eingestuft. Ihm war es gelungen, sich als Teil des Widerstandes um Schulenburg seit 1937 zu stilisieren.
Ab 1950 amtierte er als Stadtdirektor in Diepholz. Von 1959 bis zum Eintritt in den Ruhestand 1976 war Veltkamp Oberkreisdirektor des Kreises Diepholz. Politisch engagierte er sich in der FDP und wurde 1954 in den Landesvorstand der Partei in Niedersachsen gewählt.